# Vincenzo Franco
Vincenzo Franco (* 1. Juni 1917 in Trani; † 4. März 2016 ebenda) war ein italienischer Geistlicher und römisch-katholischer Erzbischof von Otranto.

## Leben
Vincenzo Franco wurde am 6. Juli 1947 zum Priester geweiht.
Papst Paul VI. ernannte ihn am 12. Dezember 1974 zum Bischof von Tursi-Lagonegro. Der Kardinalpräfekt der Kongregation für die Bischöfe, Sebastiano Baggio spendete ihm am  26. Januar des nächsten Jahres die Bischofsweihe; Mitkonsekratoren waren Guglielmo Motolese, Erzbischof von Tarent, und Giuseppe Carata, Erzbischof von Trani-Barletta-Bisceglie. Am 27. Januar 1981 wurde er von Papst Johannes Paul II. zum Erzbischof von Otranto ernannt.
Am 8. April 1993 nahm Papst Johannes Paul II. seinen altersbedingten Rücktritt an. Franco kehrte anschließend nach Trani zurück und engagierte sich in der Gemeindearbeit.